# Podosoje (gmina Bileća)
Podosoje (cyr. Подосоје) – wieś w Bośni i Hercegowinie, w Republice Serbskiej, w gminie Bileća. W 2013 roku liczyła 1055 mieszkańców.